# 阿朗 (安省)
阿朗（法語：Aranc，法語發音：[aʁɑ̃]）是法国东部安省的一个市镇，属于贝莱区。

## 地理
阿朗（46°0'16"N, 5°30'33"E）面积21.65 平方千米，位于法国奥弗涅-罗讷-阿尔卑斯大区安省，该省份为法国东部省份，北起汝拉省，西北接索恩-卢瓦尔省，西接罗讷省和里昂大都会，南至伊泽尔省，东与萨瓦省、上萨瓦省和瑞士接壤。
与阿朗接壤的市镇（或旧市镇、城区）包括：科尔利耶、埃沃日、伊兹纳沃、尼沃莱蒙格里丰、翁雪、尚多尔-科尔塞勒、普拉托多特维尔。

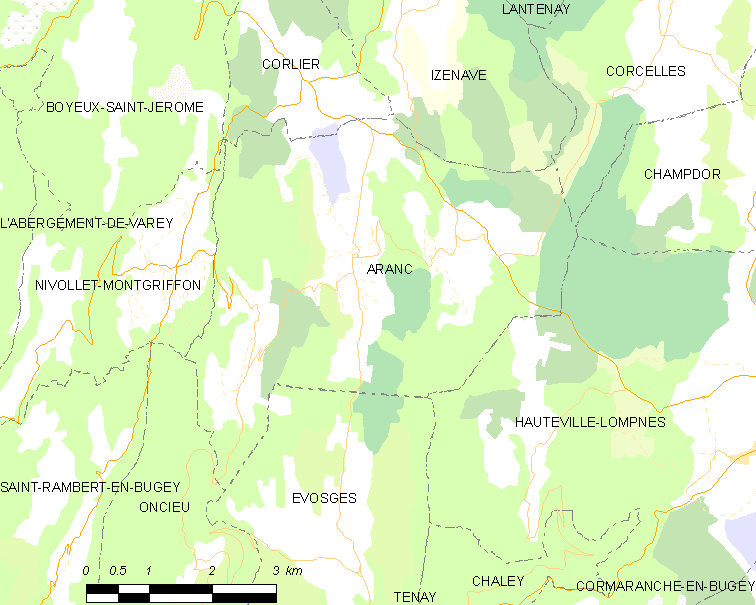
的OSM定位图

阿朗的时区为UTC+01:00、UTC+02:00（夏令时）。

## 行政
阿朗的邮政编码为01110，INSEE市镇编码为01012。

## 政治
阿朗所属的省级选区为普拉托多特维尔县。

## 人口

1962-2008年间人口变化图示

阿朗于2022年1月1日时的人口数量为329人。